# 밤의 하얀 집
《밤의 하얀 집》(영어: White House at Night)은 빈센트 반 고흐가 죽기 6주 전인 1890년 6월 16일에 프랑스의 오베르쉬르우아즈에서 그린 유화이다. 현재 러시아 상트페테르부르크의 에르미타주 박물관에 전시되어 있다.
에르미타주 박물관에 의하면 이 그림은 반 고흐가 처한 엄청난 심리적 긴장이 표현되어 있다고 알려져 있다. 집의 눈으로 여겨지는 두 개의 창문은 불안을 상징하는 듯한 붉은색으로 칠해져 있고, 운명의 표시인 별은 반 고흐의 고뇌를 상징하는 것으로 여겨진다.
고흐가 《밤의 하얀 집》을 그린 시점은 그림 속 별의 위치로 미루어 보아 오후 8시경이었던 것으로 추정된다. 텍사스 주립 대학교 샌마코스 캠퍼스의 천문학자 도널드 올슨(Donald Olson)과 러셀 되셔(Russell Doescher)는 그림 속 별이 1890년 6월 저녁 하늘에 밝게 빛났던 금성일 가능성이 높다는 계산을 했다. 이 그림 속 집은 고흐가 1890년 5월 오베르쉬르우아즈에서 그린 그림인 《꽃이 핀 밤나무》에 묘사된 집과 같은 집이다.
이 그림은 파란만장한 역사를 가지고 있다. 이 그림은 1920년대에 스위스에서 여러 차례 전시되었으나 1920년대 후반에 독일 산업가 오토 크렙스(Otto Krebs)의 개인 소장품으로 사라졌다. 당시 그의 수집품 중 다수는 나치에 의해 곧 "퇴폐적인 예술"이라는 딱지가 붙게 될 작품들이 많았는데, 이로 인해 원래 자신의 소장품을 내보이기 꺼려하던 크렙스는 더더욱 자신의 소장품들을 비밀로 유지하게 되었다.
2차 세계대전 이후 분실된 것으로 여겨졌던 이 그림은 1995년 소련이 전쟁 말기에 약탈한 예술 작품을 전시하는 전시회의 일환으로 다시 모습을 드러내기 전까지 50년 동안 에르미타주 기록 보관소에 방치되어 있었다. 또한 크렙스의 컬렉션 중 고흐의 다른 세 개의 작품인 《집과 쟁기질이 있는 풍경》, 《아침: 일하러 나가는 모습》, 《트라부 부인의 초상화》도 전시되었었다.